# Першаков, Александр Александрович
Александр Александрович Першаков (24 августа 1875, Санкт-Петербург — 2 февраля 1943, пос. Мушмари Звениговского района Марийской АССР, ныне Республика Марий Эл) — советский учёный-биолог, профессор (1933) кафедры биологии лесных птиц и зверей Казанского института сельского хозяйства и лесоводства (ныне Казанский государственный аграрный университет). Автор многочисленных трудов по орнитологии и экологии республик Поволжья. Заслуженный деятель науки Марийской АССР (1941).

## Биография
Родился 24 августа 1875 года в г. Санкт-Петербурге в семье художника Александра Фёдоровича Першакова, выходца из крестьян севера Озёрного края. В своё время учился, но не окончил гимназию. Собираясь в дальнейшем работать в деревне, сдал экзамен на учителя.
Занимался революционной деятельностью — участвовал в подпольных кружках, печатал и распространял революционную литературу. Поступил учиться в Красноуфимске в промышленное сельскохозяйственном училище, там возобновил подпольную революционную пропаганду. После обыска был исключен из училища «за председательствование на сходке по развитию запрещавшихся тогда организаций учащихся». В дальнейшем несколько месяцев «брал счётную работу в Пермской земской статистике».
В 1901 году окончил Казанское промышленное химико-технологическое училище по специальности «лесная химическая технология». Практику проходил на химическом заводе в городе Иваново-Вознесенске. Посещал занятия в Казанском университете у профессора А. А. Остроумова, в Зоологическом музее АН СССР (ныне Зоологический институт РАН) посещал лекции академика П. П. Сушкина. С 1901 по 1920 год работал в родном училище. За выслугу лет получил чин коллежского асессора (1901), потом — надворного советника (1905) и орден Святого Станислава III степени (1907).
В годы Гражданской войны был представителем Губсовнархоза, занимался развитием скипидарно-смоляного производства в учреждениях СНХ.
С 1920 по 1922 год преподавал в Казанском политехническом институте (ныне Казанский национальный исследовательский технологический университет).
В 1922—1930 годах был заведующим кафедрой биологии лесных птиц и зверей в Казанском институте сельского хозяйства и лесоводства. Под его руководством была создана казанская школа зоологов-тетраподологов, изучающих наземных позвоночных; были созданы Казанский зооботанический сад и Волжско-Камская краевая охотничье-промысловая биологическая станция.
В 1926 году А. А. Першаков изучал растительный и животный мир Чувашской АССР в экспедиции под руководством профессора Николая Александровича Ливанова. В 1917—1937 годах исследовал птиц дубрав Чувашии. Всего им было описано 117 птиц, 14 видов из которых до Першакова в орнитофауне Чувашии не были отмечены.
С 1932 года руководил кафедрами защиты леса и химии Поволжского Лесотехнического института в г. Йошкар-Ола. Выступал с предложением по созданию заповедника площадью 40 тыс. га около Кокшайска, Кугу-Какшана и Йошкар-Олы. В 1941 году ему было присвоено звание заслуженного деятеля науки Марийской АССР.
В начале Великой Отечественной войны Лесотехнический институт перевели в поселок Мушмари (ныне Звениговского района Республики Марий Эл). Першаков, который к этому времени тяжело болел, не мог выехать с институтом. Однако немного оправившись, тайком уехал в Мушмари и добился допуска к чтению в институте своих лекций. Из-за сильных отёков ног читал лекции, сидя за столом, последние лекции читал за ширмой, лежа на кровати.
Учениками А. А. Першаков были семь кандидатов наук, зоологи В. И. Гаранин, Д. И. Асписов, Н. Д. Григорьев, И. С. Башкиров, И. В. Жарков, С. С. Донауров, Е. Ф. Соснина, А. А. Сухарников, В. И. Тихвинский.
Скончался 2 февраля 1943 года на занятии со студентами в пос. Мушмари, похоронен в Йошкар-Оле.

## Награды и звания
- Заслуженный деятель науки Марийской АССР (1941).
- Орден Святого Станислава III степени (1907).

## Труды
Автор около 30 монографий, учебников, научных статей по смолокурению, орнитологии, экологии республик Поволжья.
- Першаков А. А. Орнитологический дневник // Птицеведение и птицеводство. 1914. Год 5. Вып. 2. С. 2−16.
- Першаков А. А. Фотографические снимки по биологии птиц. К биологии дрозда-рябинника (Turdus pilaris L.) // Птицеведение и птицеводство. 1916. Год 7. Вып. 3.
- Першаков А. А. Фотографические снимки по биологии птиц // Птицеведение и птицеводство. 1917. Год 7. Вып. 1−2.
- Першаков А. А. Заметки о распространении некоторых редких видов птиц в Казанской губ. // Бюллетень МОИП. Отд. биол. Нов. серия. Т. 31. Год 1918−1922. 1923. С. 34−41.
- Першаков А. А. Смолокурение и положение химической переработки дерева в Казанском крае // Сб. Средне-Волж. Областопа. 1924. Третий вып. Изд. Средне-Волжского Областопа. С. 273−299.
- Першаков А. А. Видовой список летних птиц Раифа // Изв. Казанского ин-та с. х-ва и лесоводства. 1926. № 6. С. 50−66.
- Першаков А. А. К сведениям по фауне Кокшайской тайги // Изв. Казан. ин-та с. х-ва и лесоводства. 1927. № 1. С. 118−123.
- Першаков А. А. Лесные позвоночные, как хозяйственные факторы // Прил. к журн. «Изв. КИCXЛ». 1929a. № 1. С. 3−10.
- Першаков А. А. Новое в фауне птиц Казанского края // Оттиск из Изв. Казан. ин-та с. х-ва и лесоводства. Часть лесная. 1929b. № 2. 36 с.
- Першаков А. А. Список птиц Казанского края // Оттиск из Тр. студ. науч. кружка «Любители природы». Вып. 3. Казань, 1929c. 68 с.
- Першаков А. А. Птицы, наблюдавшиеся в Прикамской части б. Мензелинского уезда // Тр. Общества изучения Татарстана. Т. 2. Казань, 1930. С. 157−169.
- Першаков А. А. О местностях, пригодных для выселения бобров в Казанском крае // Союз-пушнина. 1931. № 11−12. С. 34.
- Першаков А. А. Птицы нагорных дубрав Чувашской республики // Тр. Казан. общ-ва естествоиспытателей. 1932a. Т. 52. Вып. 3. С. 3−75.
- Першаков А. А. О реакклиматизации бобров в Волжско-Камском крае. Казань, 1932.
- Першаков А. А. Возможно ли разведение бобров в МАО // Марийская автономная область. 1933. № 11−12. С. 88−92.
- Першаков А. А. Условия борьбы с мышами в нагорных дубравах Чувашско-Марийского Приволжья // Изв. Поволжского лесотехнического института. 1934. Вып. 4. С. 16−36.
- Першаков А. А. Методика учета позвоночных в лесном хозяйстве // Изв. Поволж. лесотех-нич. ин-та. 1935. Вып. 2. С. 9−33.
- Першаков А. А. Фауна Марийской АССР (Конспективный очерк) // Сб. тр. Поволж. лесотехнич. ин-та. Вып. 1. 1937a. С. 124−131.
- Першаков А. А. Новые данные по орнитофауне Волжско-Камского края за время 1934-1935 г. // Сб. тр. Гос. зоол. музея (при МГУ). Т. 4. 1937b. С. 59−62.
- Першаков А. А. Биоценозный метод борьбы с лесными грызунами// Сб. тр. Поволж. лесотех-нич. института. Вып. 2. 1939. С. 58−75.
- Першаков А. А. Борьба с мышами в лесном хозяйстве// Лесное хозяйство. 1940. № 5. С. 51−56.